# Texaco Grand Prix of Houston 1998
Texaco Grand Prix of Houston 1998 var ett race som var den sjuttonde deltävlingen i CART World Series 1998. Racet kördes den 4 oktober i Reliant Park i Houston, Texas. Dario Franchitti tog sin tredje seger på bara fyra tävlingar, och avancerade till tredje plats i mästerskapet. Den redan klare mästaren Alex Zanardi blev tvåa i tävlingen. Inledningen av racet kördes i upptorkande väglag, medan banan på slutet var i stort sett torr. Tony Kanaan tog sin andra raka tredjeplats, vilket gjorde att han säkrade titeln som årets rookie.

## Slutresultat
| Plats | Förare               | Team                     | Grid | Kvaltid  |
| ----- | -------------------- | ------------------------ | ---- | -------- |
| 1     | Dario Franchitti     | Team KOOL Green          | 2    | 59,570   |
| 2     | Alex Zanardi         | Chip Ganassi Racing      | 8    | 59,986   |
| 3     | Tony Kanaan          | Tasman Motorsports       | 11   | 1.00,281 |
| 4     | Jimmy Vasser         | Chip Ganassi Racing      | 3    | 59,720   |
| 5     | Max Papis            | Arciero-Wells Racing     | 14   | 1.00,349 |
| 6     | Adrián Fernández     | Patrick Racing           | 12   | 1.00,326 |
| 7     | Al Unser Jr.         | Marlboro Team Penske     | 16   | 1.00,554 |
| 8     | Bryan Herta          | Team Rahal               | 6    | 59,812   |
| 9     | Richie Hearn         | Della Penna Motorsports  | 18   | 1.00,640 |
| 10    | JJ Lehto             | Hogan Racing             | 21   | 1.00,904 |
| 11    | Scott Pruett         | Patrick Racing           | 19   | 1.00,720 |
| 12    | Alex Barron          | All American Racing      | 20   | 1.00,741 |
| 13    | Robby Gordon         | Arciero-Wells Racing     | 24   | 1.01,018 |
| 14    | Mark Blundell        | PacWest Racing           | 22   | 1.00,906 |
| 15    | Vincenzo Sospiri     | All American Racing      | 28   | 1.03,506 |
| 16    | Arnd Meier           | Davis Racing             | 26   | 1.01,438 |
| 17    | André Ribeiro        | Marlboro Team Penske     | 10   | 1.00,266 |
| 18    | Maurício Gugelmin    | PacWest Racing           | 15   | 1.00,450 |
| 19    | Dennis Vitolo        | Payton/Coyne Racing      | 27   | 1.03,430 |
| 20    | Paul Tracy           | Team KOOL Green          | 4    | 59,735   |
| 21    | Patrick Carpentier   | Forsythe Racing          | 25   | 1.01,098 |
| 22    | Gil de Ferran        | Walker Racing            | 7    | 59,844   |
| 23    | Bobby Rahal          | Team Rahal               | 9    | 1.00,191 |
| 24    | Hélio Castroneves    | Bettenhausen Motorsports | 17   | 1.00,580 |
| 25    | Michel Jourdain Jr.  | Payton/Coyne Racing      | 23   | 1.00,989 |
| 26    | Greg Moore           | Forsythe Racing          | 1    | 59,508   |
| 27    | Christian Fittipaldi | Newman/Haas Racing       | 5    | 59,763   |
| 28    | Michael Andretti     | Newman/Haas Racing       | 13   | 1.00,337 |